# Oulens-sous-Echallens
Oulens-sous-Echallens ist eine politische Gemeinde im Distrikt Gros-de-Vaud des Kantons Waadt in der Schweiz.

## Geographie
Oulens-sous-Echallens liegt auf 588 m ü. M., 4 km westlich von Echallens und 14 km nordnordwestlich der Kantonshauptstadt Lausanne (Luftlinie). Das ehemalige Strassenzeilendorf erstreckt sich auf der Hochfläche des Gros de Vaud, zwischen den Tälern der Venoge im Westen und des Talent im Osten, im Waadtländer Mittelland.
Die Fläche des 5,9 km² grossen Gemeindegebiets umfasst einen Abschnitt des leicht gewellten Hochplateaus des Gros de Vaud, der Kornkammer des Kantons Waadt. Der grösste Teil des Gemeindebodens wird vom Plateau von Oulens eingenommen. Dieses bildet die Wasserscheide zwischen dem Talent (im Einzugsgebiet des Rheins) und der Venoge (im Einzugsgebiet der Rhone). Der höchste Punkt von Oulens-sous-Echallens wird mit 610 m ü. M. auf der Kuppe von En Voembro nördlich des Dorfes erreicht. Nach Norden erstreckt sich das Gebiet in den Wald Grand Bois mit der Quelle des Baches Cristallin. Im Westen umfasst der Gemeindeboden den linken oberen Talhang der Venoge im Bereich des Waldes Vuabley und der Quelle des Baches Combe. Im äussersten Süden gehört der Hügel La Vussalla (606 m ü. M.) noch zu Oulens-sous-Echallens. Die östliche Grenze bildet der gewundene Lauf des Talent in einem leicht in das Plateau eingetieften Tal. Von der Gemeindefläche entfielen 1997 9 % auf Siedlungen, 26 % auf Wald und Gehölze und 65 % auf Landwirtschaft.
Zu Oulens-sous-Echallens gehören einige Einzelhöfe. Die Nachbargemeinden von Oulens-sous-Echallens sind im Osten Goumoëns, im Südosten Saint-Barthélemy, im Süden Bettens, im Südwesten Daillens, im Nordwesten Eclépens und im Norden Bavois.

## Bevölkerung
Mit 598 Einwohnern (Stand 31. Dezember 2023) gehört Oulens-sous-Echallens zu den kleinen Gemeinden des Kantons Waadt. Von den Bewohnern sind 94,4 % französischsprachig, 3,8 % deutschsprachig und 0,7 % englischsprachig (Stand 2000). Die Bevölkerungszahl von Oulens-sous-Echallens belief sich 1900 auf 396 Einwohner. Nachdem die Bevölkerung bis 1970 auf 266 Personen abgenommen hatte, wurde wieder eine deutliche Bevölkerungszunahme verzeichnet.

## Wirtschaft
Oulens-sous-Echallens war bis in die zweite Hälfte des 20. Jahrhunderts ein vorwiegend durch die Landwirtschaft geprägtes Dorf. Noch heute haben der Ackerbau und der Obstbau eine wichtige Bedeutung in der Erwerbsstruktur der Bevölkerung. Seit den 1980er Jahren liessen sich auch einige kleinere und mittlere Unternehmen im Ort nieder, darunter Betriebe der Telekommunikation, eine Fabrik für Fertigbauteile und eine Antikschreinerei. In den letzten Jahrzehnten hat sich das Dorf dank seiner attraktiven Lage zu einer Wohngemeinde entwickelt. Viele Erwerbstätige sind deshalb Wegpendler, die hauptsächlich im Grossraum Lausanne arbeiten.

## Verkehr
Die Gemeinde ist verkehrstechnisch sehr gut erschlossen. Sie liegt an der Hauptstrasse von Lausanne nach Orbe, von der in Oulens-sous-Echallens eine weitere Hauptstrasse nach La Sarraz und Vallorbe abzweigt. Der Autobahnanschluss La Sarraz an der 1981 eröffneten A1 (Lausanne-Yverdon) ist nur 1 km vom Ortskern entfernt. Durch einen Postautokurs, der von Echallens nach Chavornay verkehrt, ist Oulens-sous-Echallens an das Netz des öffentlichen Verkehrs angebunden.

## Geschichte
Das Gemeindegebiet war schon zur Burgunderzeit besiedelt, wovon zwei Grabhügel im Wald nördlich von Oulens-sous-Echallens zeugen. Die erste urkundliche Erwähnung des Ortes erfolgte bereits im Jahr 595 unter dem Namen Ollens. Später erschienen die Bezeichnungen Hollens (1141), Oulens (1177), Olleyns (um 1200), Ouleins (1228), Olleins (1238) und Oulans (1439). Der Ortsname geht auf den burgundischen Personennamen Ollo (abgeleitet von Adlo, Audilo oder Odilo) zurück und bedeutet bei den Leuten des Ollo.
Seit dem Mittelalter unterstand Oulens-sous-Echallens der Herrschaft Echallens. Nach den Burgunderkriegen kam das Dorf 1476 an die Vogtei Orbe-Echallens, die unter der gemeinen Herrschaft von Bern und Freiburg stand. Nach dem Zusammenbruch des Ancien Régime gehörte Oulens-sous-Echallens von 1798 bis 1803 während der Helvetik zum Kanton Léman, der anschliessend mit der Inkraftsetzung der Mediationsverfassung im Kanton Waadt aufging. 1798 wurde es dem Bezirk Echallens zugeteilt.

## Sehenswürdigkeiten
In Oulens-sous-Echallens ist seit 1141 eine Kapelle erwähnt, die der Abtei Montbenoît in Frankreich gehörte. Diese Kapelle wurde später zur Pfarrkirche erhoben. Der heutige Bau besitzt einen 1529–30 neu erbauten Chor im gotischen Flamboyantstil. Der Chor ist durch ein schmiedeeisernes Gitter vom Kirchenschiff abgetrennt. Aus dem 19. Jahrhundert stammt die äussere Gestalt der Kirche (Fassade und Glockenturm). Im Ortskern sind einige stattliche Bauernhäuser aus dem 18. und 19. Jahrhundert erhalten.